# خامولکا
خامولکا (به لهستانی:  Hamulka) یک روستا در لهستان است که در گمینا دانبرووا بیاووستوتسکا واقع شده‌است.